# Beaurivage (Nouveau-Brunswick)
Beaurivage est une ville du Nouveau-Brunswick au Canada, située dans le comté de Kent et rattachée à la région du Kent. Elle est créée le 1er janvier 2023.

## Géographie
Le territoire de la municipalité s'étend le long de la Richibouctou, qui se jette dans le détroit de Northumberland, à l'est de la province. Elle est divisée en six quartiers.

## Histoire
La municipalité de Beaurivage est créée le 1er janvier 2023 par la fusion de la ville de Richibouctou et du village de Saint-Louis-de-Kent, par l'annexion des DSL d'Aldouane, de la paroisse de Saint-Charles, de Saint-Ignace, et de portions de la paroisse de Saint-Louis, dans le cadre de la réforme territoriale de la province.

## Politique et administration
La municipalité est dirigée par un conseil municipal de neuf membres, dont le maire, élus pour quatre ans. Les premières élections ont eu lieu le 28 novembre 2022.
| Période          | Période  | Identité       | Étiquette | Qualité |
| ---------------- | -------- | -------------- | --------- | ------- |
| 1er janvier 2023 | en cours | Arnold Vautour |           |         |

## Culture et patrimoine

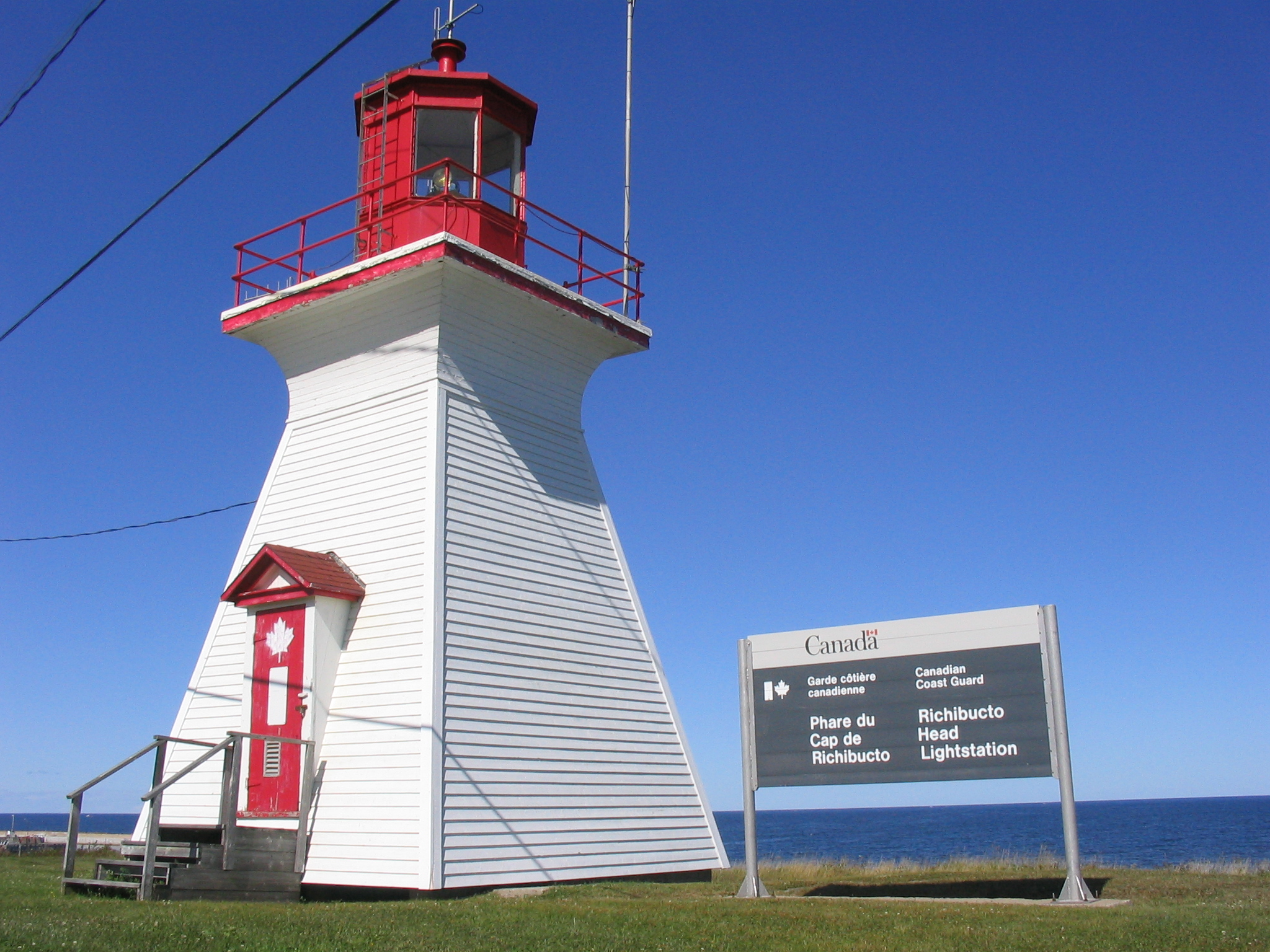
Phare du cap Lumière.

- Le phare du cap Lumière de Richibucto, inauguré en 1865, se présente sous la forme d'une tour en bois de 18 m de hauteur[4].
- L'église catholique Saint-Louis de Gonzague a été achevée en 1965. Conçue par Bélanger et Roy de Moncton, elle s'inspire des plans de l'architecte Félix Candela[5].